# Enkolpion

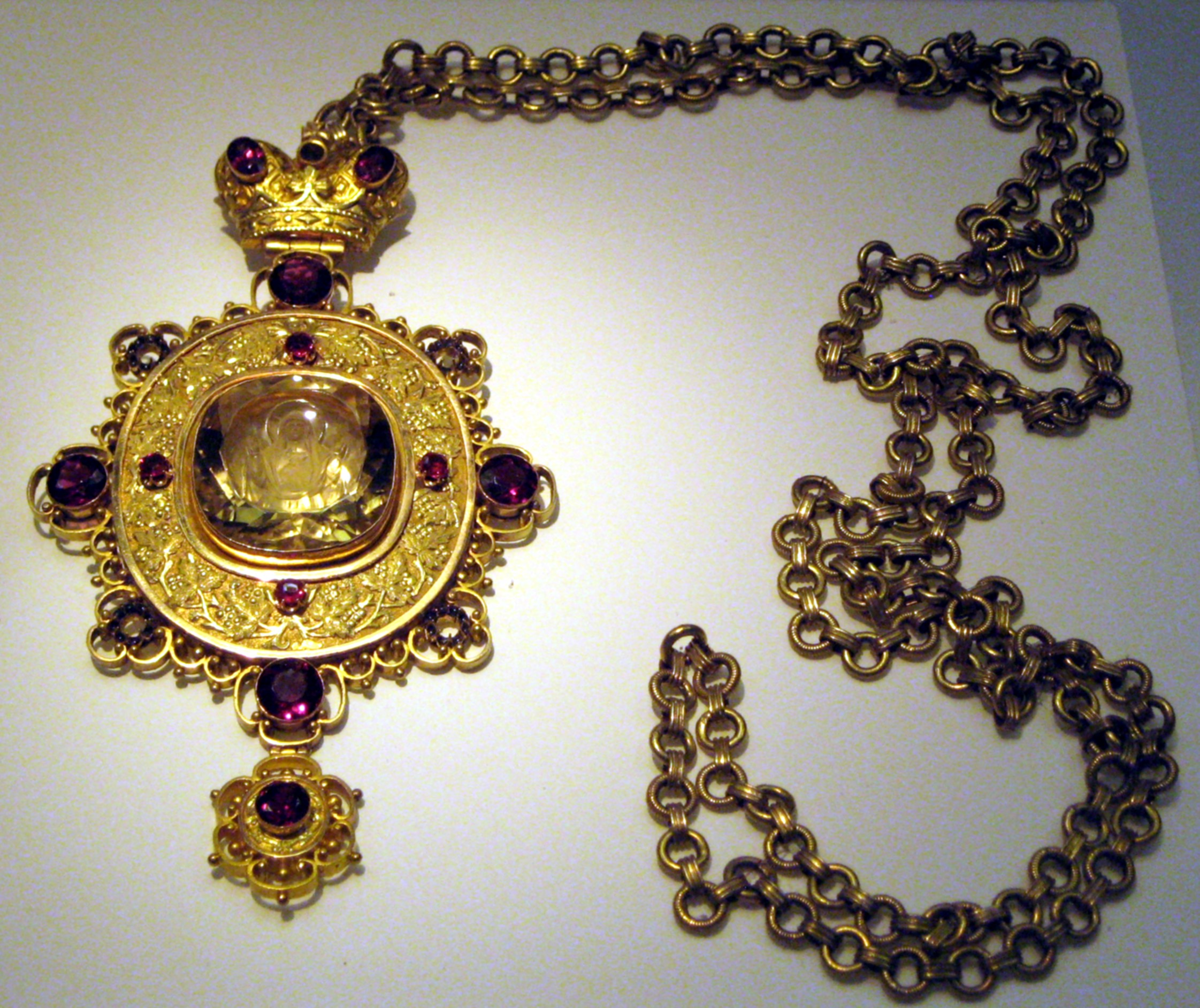
Enkolpion řeckého stylu

Enkolpion (řecky: ἐγκόλπιον, enkólpion, výz. na hrudi; množné číslo: ἐγκόλπια, enkólpia), je medailon s ikonou ve středu, který nosí na krku pravoslavní a východní katoličtí (arci)biskupové. Zobrazená kona, často Ježíše Krista, je obvykle obklopena drahokamy (či jinak zdobena, případně bez ozdob) a zakončena mitrou ve východním stylu. Často má také malý přívěsek s drahokamy visící dole. 

## Užití
Engolpion je zavěšen na krku dlouhým zlatým řetězem, někdy tvořeným složitými články. Část řetězu bude často spojena dohromady malým kroužkem za krkem tak, že visí dolů na zádech. Enkolpion může mít mnoho různých tvarů, včetně oválu, kosočtverce, čtverce nebo dvouhlavého orla. V historickém kontextu je enkolpionový kříž jakýkoli náprsní kříž (pektorál) z byzantského období.
Enkolpion s ikonou Bohorodičky se nazývá Panagia.